# بارجة

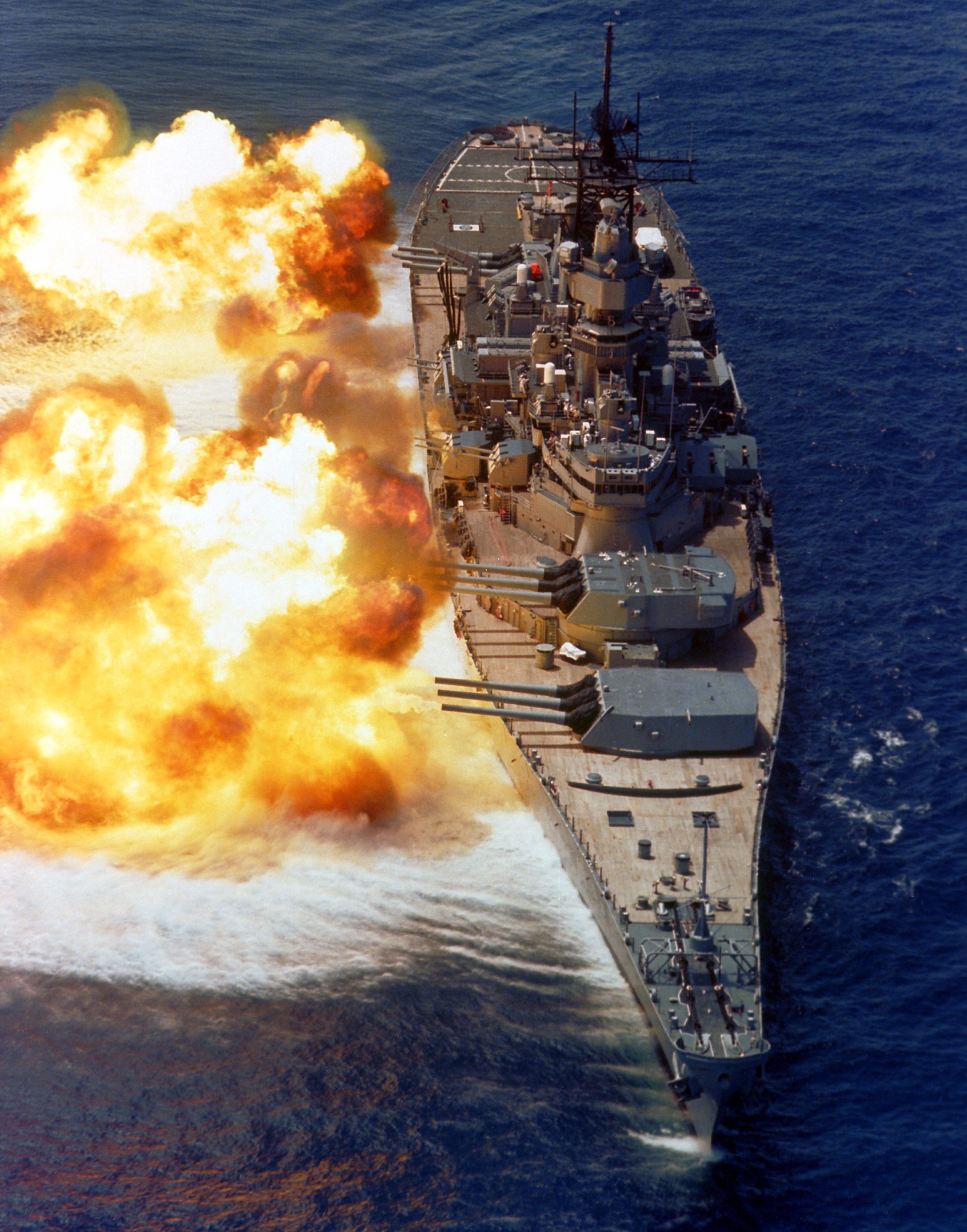
القوة النارية للبارجة أظهرتها يو إس إس آيوا (حوالي 1984). انفجارات الكمامة تشوه سطح المحيط

البارجة (الجمع: بوارج) أو دارعة (الجمع: دوارع) (بالإنجليزية: Battleship)‏ هي سفينة حربية كبيرة مدرعة ببطارية رئيسية تتكون من مدافع من عيار كبير. خلال أواخر القرن التاسع عشر وأوائل القرن العشرين، كانت البارجة أقوى نوع من السفن الحربية، وكان الأسطول المتمركز حول البارجة جزءًا من السيادة البحرية لعدة عقود. بحلول وقت الحرب العالمية الثانية، أصبحت السفينة الحربية قديمة حيث أصبحت السفن الأخرى أكثر فائدة في الحرب البحرية، بشكل أساسي المدمرات الأصغر والأسرع، والغواصات المتخفية، وحاملات الطائرات الأكثر تنوعًا. في حين تم إعادة توظيف عدد قليل من البوارج كسفن للدعم الناري [الإنجليزية] وكمنصات للصواريخ الموجهة، احتفظ عدد قليل من البلدان ببوارج حربية بعد الحرب العالمية الثانية، مع إيقاف آخر البوارج في نهاية الحرب الباردة.
دخل مصطلح البارجة حيز الاستخدام الرسمي في أواخر ثمانينيات القرن التاسع عشر لوصف نوع من السفن الحربية الحديدية، يشار إليها الآن من قبل المؤرخين على أنها بوارج ما قبل المدرعات. في عام 1906، أدى تشغيل إتش إم إس دريدنوت في البحرية الملكية البريطانية إلى حدوث ثورة في تصميم السفن الحربية. تمت الإشارة إلى تصميمات السفن الحربية اللاحقة، التي تأثرت بـ إتش إم إس دريدنوت، باسم «المدرعات»، على الرغم من أن المصطلح أصبح في النهاية قديمًا حيث أصبح النوع الوحيد من السفن الحربية شائعة الاستخدام هي البوارج.
كانت البوارج رمزا للهيمنة البحرية والقوة الوطنية، ولعقود كانت البارجة عاملا رئيسيًا في كل من الدبلوماسية والاستراتيجية العسكرية. بدأ سباق تسلح عالمي في بناء البوارج الحربية في أوروبا في تسعينيات القرن التاسع عشر وبلغ ذروته في معركة تسوشيما الحاسمة في عام 1905، وقد أثرت نتائجها بشكل كبير على تصميم إتش إم إس دريدنوت. بدأ إطلاق المدرعات في عام 1906 في سباق تسلح بحري جديد. حدثت ثلاث عمليات أسطول رئيسية بين المدرعات الفولاذية: مبارزة المدافع بعيدة المدى في معركة البحر الأصفر [الإنجليزية]. في عام 1904، معركة تسوشيما الحاسمة في عام 1905 (أثناء الحرب الروسية اليابانية) ومعركة يوتلاند غير الحاسمة في عام 1916، خلال الحرب العالمية الأولى. كانت يوتلاند أكبر معركة بحرية والصراع الوحيد على نطاق واسع بين المدرعات في الحرب، وكانت آخر معركة كبرى في تاريخ البحرية خاضتها في الأساس البوارج فقط.
حددت المعاهدات البحرية في عشرينيات وثلاثينيات القرن الماضي عدد البوارج، على الرغم من استمرار الابتكار التقني في تصميم السفن الحربية. قامت كل من قوات الحلفاء والمحور ببناء البوارج خلال الحرب العالمية الثانية، لكن الأهمية المتزايدة لحاملات الطائرات عني أن البارجة لعبت دورًا أقل أهمية مما كان متوقعًا.
تم التشكيك في قيمة البارجة، حتى في أوج إستخدامها. كان هناك القليل من معارك الأسطول الحاسمة التي توقعها مؤيدو البوارج، والتي استخدمت لتبرير الموارد الهائلة التي تم إنفاقها على بناء أساطيل القتال. حتى على الرغم من قوتها النارية الهائلة وحمايتها الكبيرة، كانت البوارج عرضة للتدمير بشكل متزايد لأسلحة أصغر بكثير وغير مكلفة نسبيًا: في البداية الطوربيد واللغم البحري، ثم الطائرات والصواريخ الموجه. أدى النطاق المتزايد من الاشتباكات البحرية إلى استبدال البوارج بحاملات الطائرات باعتبارها السفينة الحربية الرائدة خلال الحرب العالمية الثانية، وكانت آخر بارجة تم إطلاقها هي أتش أم أس فانجارد [الإنجليزية] في عام 1944. احتفظت البحرية الأمريكية بأربع سفن حربية حتى نهاية الحرب الباردة لأغراض الدعم الناري [الإنجليزية]، واستخدمت آخر مرة في القتال خلال حرب الخليج في عام 1991. وقد تم أسقاط آخر البوارج من سجل السفن البحرية [الإنجليزية] الأمريكية في عام 2000. لا تزال العديد من البوارج التي تعود إلى حقبة الحرب العالمية الثانية مستخدمة اليوم كسفن متحف [الإنجليزية].

## أصل الكلمة
«البارجة» كلمة عربية جمعها بوارج وهي السفينة ذات البرج وقديما أطلق العرب اسم بارجة على السفينة الكبيرة التي تتخذ للقتال ويطلق اسم البارجة اليوم على نوع رئيسي من صنف سفن السطح الحربية، يرى البعض أن أصل الكلمة من الإغريقية βαρις؛  ويرى البعض أن الكلمة اليونانية βαρις أصلها يعود إلى نوع من الزوارق المصرية. والقول الأول بأصلها العربي أرجح الأقوال.

## التاريخ

### السفن الخطية

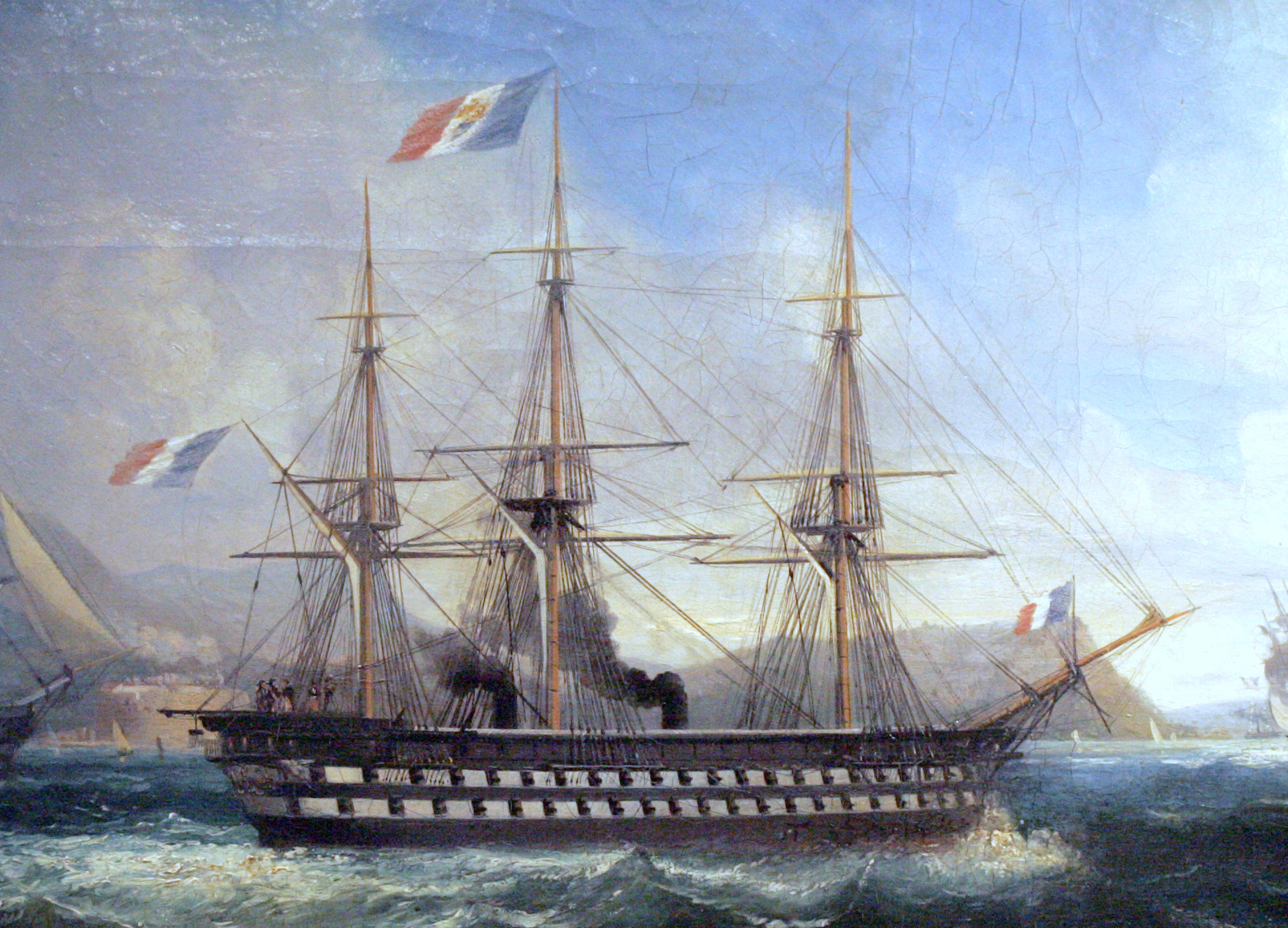
نابليون، أول بارجة تعمل بالبخار في العالم

كانت سفينة الخط هي السفينة الحربية المهيمنة في عصرها. كانت سفينة شراعية خشبية كبيرة غير مدرعة مزودة ببطارية تصل إلى 120 مدفعًا [الإنجليزية] ذا سبطانة ملساء ومدفع قصير واسع الماسورة. تطورت سفينة الخط تدريجيًا على مر القرون، وبصرف النظر عن حجمها المتزايد، فقد تغيرت قليلاً بين اعتماد تكتيكات خط المعركة في أوائل القرن السابع عشر ونهاية ذروة البارجة الشراعية في ثلاثينيات القرن التاسع عشر. من عام 1794، تم الاصطلاح على المصطلح البديل «خط سفينة المعركة» (بشكل غير رسمي في البداية) إلى «سفينة حربية».
إن العدد الهائل من المدافع التي تم إطلاقها من جانب السفينة [الإنجليزية] يعني أن أي سفينة خط يمكن أن تدمر أي عدو خشبي، وثقب بدنها، وتحطيم الصواري، وتدمير معداتها، وقتل طاقمها. ومع ذلك، فإن المدى الفعال للمدافع كان أقل من بضع مئات من الياردات، لذا فإن التكتيكات القتالية للسفن الشراعية تعتمد جزئيًا على الريح.
كان أول تغيير رئيسي لمفهوم سفينة الخط هو إدخال الطاقة البخارية كنظام دفع إضافي. تم إدخال الطاقة البخارية تدريجياً إلى البحرية في النصف الأول من القرن التاسع عشر، في البداية للمراكب الصغيرة ولاحقًا للفرقاطات. أدخلت البحرية الفرنسية الطاقة البخارية إلى تكتيك خط المعركة مع سفينة نابليون [الإنجليزية] 90 مدفعًا في عام 1850 أول سفينة حربية تعمل بالطاقة البخارية. تم تسليح سفينة نابليون كسفينة تقليدية، لكن محركاتها البخارية مكنتها من الوصول لسرعة 12 عقدة (22 كم/ساعة)، بغض النظر عن حالة الرياح. كانت هذه ميزة حاسمة محتملة في الاشتباك البحري. أدى إدخال الطاقة البخارية إلى تسريع نمو حجم البوارج. كانت فرنسا والمملكة المتحدة الدولتين الوحيدتين اللتين طورتا أساطيل من البوارج البخارية الخشبية [الإنجليزية] على الرغم من أن العديد من القوات البحرية الأخرى كانت تدير أعدادًا صغيرة من البوارج اللولبية، بما في ذلك روسيا (9) والإمبراطورية العثمانية (3) والسويد (2) ونابولي (1)، الدنمارك (1) والنمسا (1).

### الدارعة

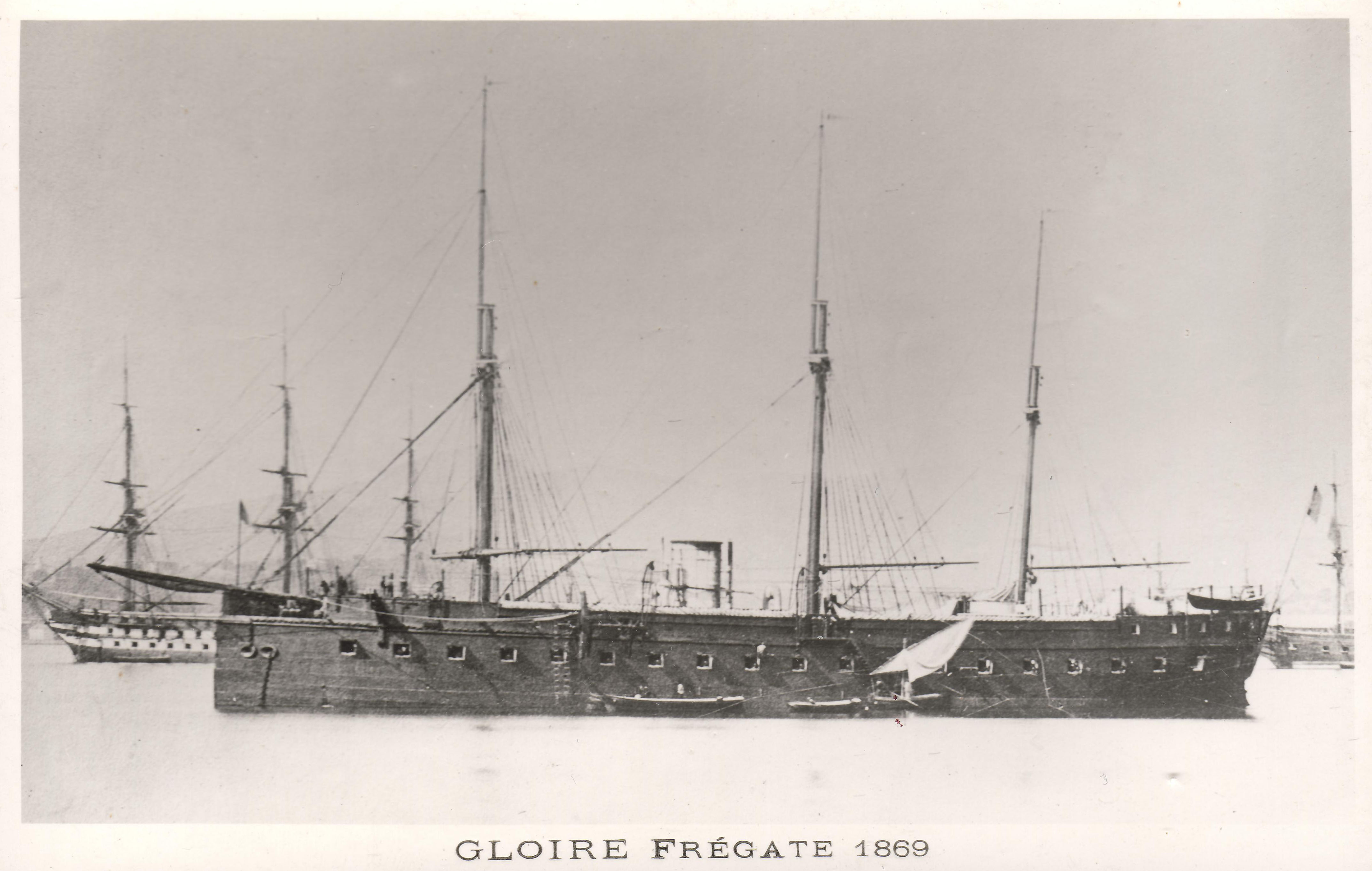
السفينة الفرنسية جلوار (1859)، أول سفينة حربية مدرعة تسير في المحيط.

كان اعتماد القوة البخارية واحدًا فقط من عدد من التطورات التكنولوجية التي أحدثت ثورة في تصميم السفن الحربية في القرن التاسع عشر. حل محل سفينة الخط - السفينة المدرعة العاملة بالبخار والمحمية بدروع معدنية والمسلحة بمدافع تطلق قذائف شديدة الانفجار.

#### القذائف المتفجرة
شكلت البنادق التي تطلق قذائف متفجرة أو حارقة [الإنجليزية] تهديدًا كبيرًا للسفن الخشبية، وسرعان ما انتشرت هذه الأسلحة بعد إدخال قذائف 8 بوصة كجزء من التسليح القياسي لسفن القتال الفرنسية والأمريكية في عام 1841. في حرب القرم، دمرت ست سفن خطية حربية وفرقاطتان من أسطول البحر الأسود الروسي سبع فرقاطات تركية وثلاث طرادات بقذائف متفجرة في معركة سينوب عام 1853. في وقت لاحق من الحرب، استخدمت البطاريات العائمة الفرنسية المدرعة أسلحة مماثلة ضد الدفاعات في معركة كينبورن.
ومع ذلك، صمدت السفن ذات الهيكل الخشبي بشكل جيد نسبيًا أمام القذائف، كما هو موضح في معركة ليسا عام 1866، حيث هامت السفينة البخارية النمساوية الحديثة ذات الطابقين كايزر [الإنجليزية] عبر ساحة معركة مشوشة، واصطدمت بمركبة حربية إيطالية وأخذت 80 ضربة من المدافع الإيطالية، حيث كان العديد منها قذائف حارقة، بما في ذلك قذيقة واحدة على الأقل بوزن 300 رطل من مسافة قريبة. على الرغم من خسارتها لصاري المُقدمة والسارِية الأمامية، واشتعال النار فيها، كانت السفينة جاهزة للإبحار مرة أخرى في اليوم التالي.

#### الدروع الحديدية والبناء

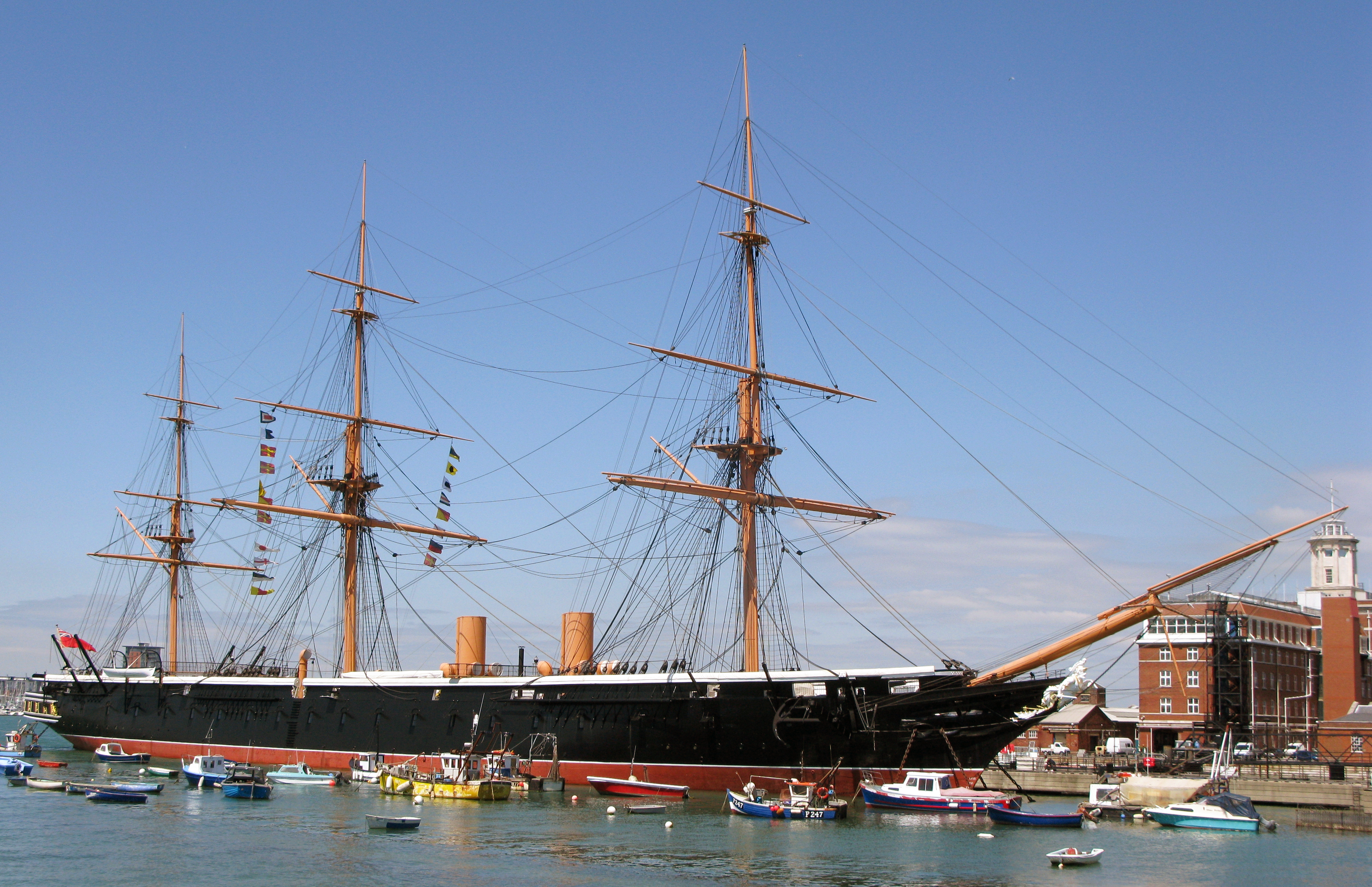
اتش ام اس وارير (1860)، أول سفينة حربية ذات هيكل حديدي تابعة للبحرية الملكية.

جعل تطوير القذائف شديدة الانفجار استخدام الصفائح الحديدية على السفن الحربية أمرًا ضروريًا. في عام 1859 أطلقت فرنسا السفينة جلوار [الإنجليزية]، أول سفينة حربية مدرعة تسير في المحيط. كانت السفينة مشابهة للسفن الخطية، ولكن حُدت إلى سطح واحد بسبب اعتبارات الوزن. وعلى الرغم من كونها مصنوعة من الخشب وتعتمد على الشراع في معظم الرحلات، فقد تم تزويد جلوار بمحركات دافعة، وكان هيكلها الخشبي محميًا بطبقة من الدروع الحديدية السميكة. حث إنشاء السفينة جلوار البحرية الملكية البريطانية علي مزيد من الابتكار، حريصة على منع فرنسا من اكتساب الريادة التكنولوجية.
تم إطلاق الفرقاطة المدرعة المتفوقة وارير [الإنجليزية] بعد إنشاء السفينة جلوار بـ 14 شهرًا فقط، وشرعت الدولتان في برنامج لبناء سفن حديدية جديدة وتحويل السفن الخط اللولبية الموجودة إلى فرقاطات مدرعة. في غضون عامين، طلبت كل من إيطاليا والنمسا وإسبانيا وروسيا سفنًا حربية مدرعة، وبحلول وقت الاشتباك الشهير بين يو إس إس مونيتور [الإنجليزية] وسي إس إس فيرجينيا [الإنجليزية] في معركة هامبتون رودز [الإنجليزية]، كان ما لا يقل عن ثمانية أساطيل بحرية تمتلك سفنًا مدرعة.

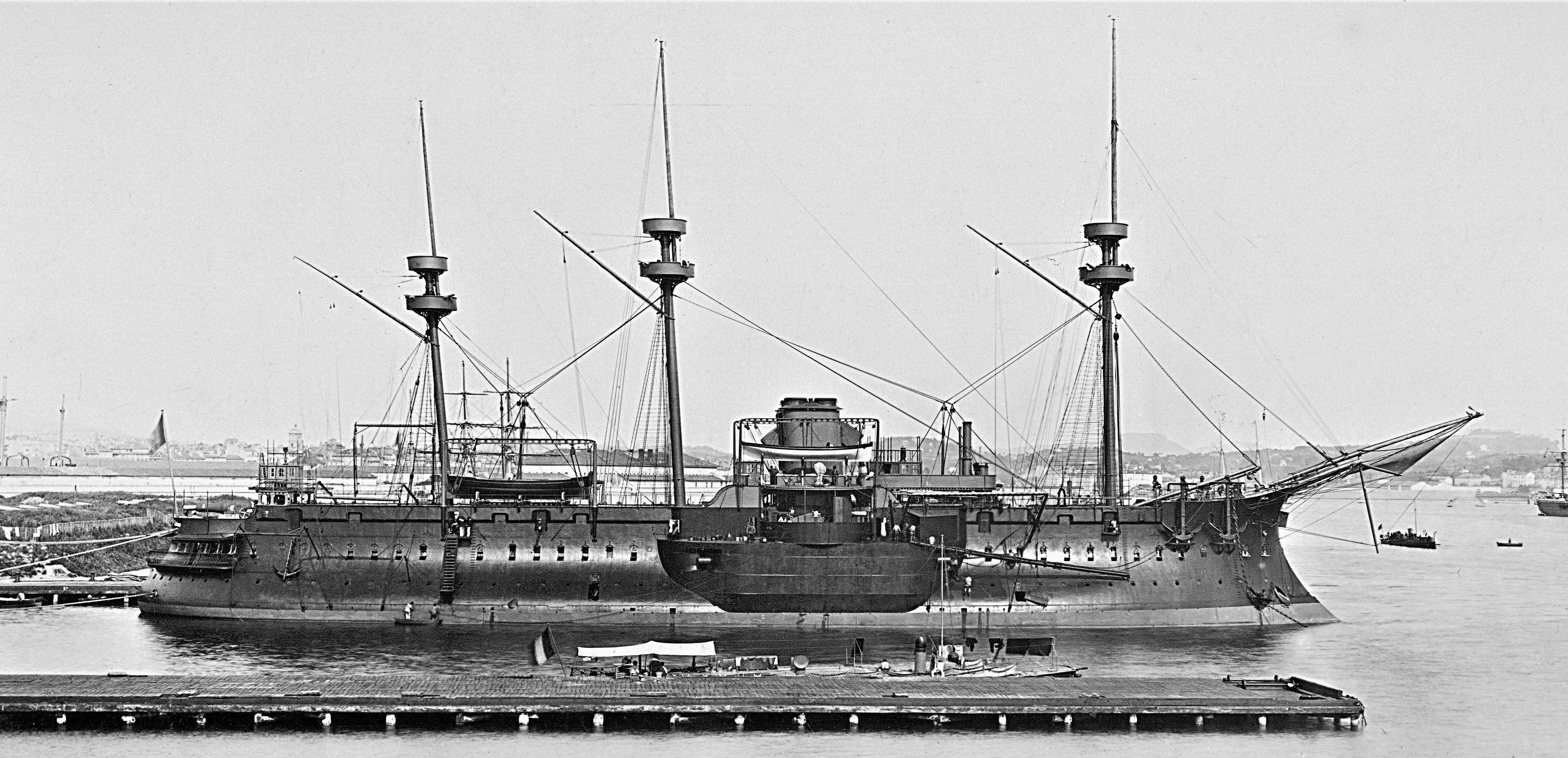
كانت السفينة الفرنسية ريدوتابل، أول سفينة حربية تستخدم الفولاذ كمواد بناء رئيسية

جربت القوات البحرية وضع المدافع، في الأبراج (مثل يو إس إس مونيتور)، أو البطاريات المركزية [الإنجليزية] أو كمصطبة رمي، أو باستخدام الكبش البحري [الإنجليزية] كسلاح رئيسي. مع تطور تقنية المحرك البخاري، تمت إزالة الصواري تدريجياً من تصميمات السفن الحربية. بحلول منتصف سبعينيات القرن التاسع عشر، تم استخدام الفولاذ كمواد بناء بجانب الحديد والخشب. كانت البحرية الفرنسية والسفينة ريدوتابل، التي تم بدء إنشائها في عام 1873 وتم إطلاقها في عام 1876، عبارة عن بطارية مركزية وسفينة حربية وتعتبر أول سفينة حربية في العالم تستخدم الفولاذ كمواد بناء رئيسية.

### بوارج ما قبل المدرعات

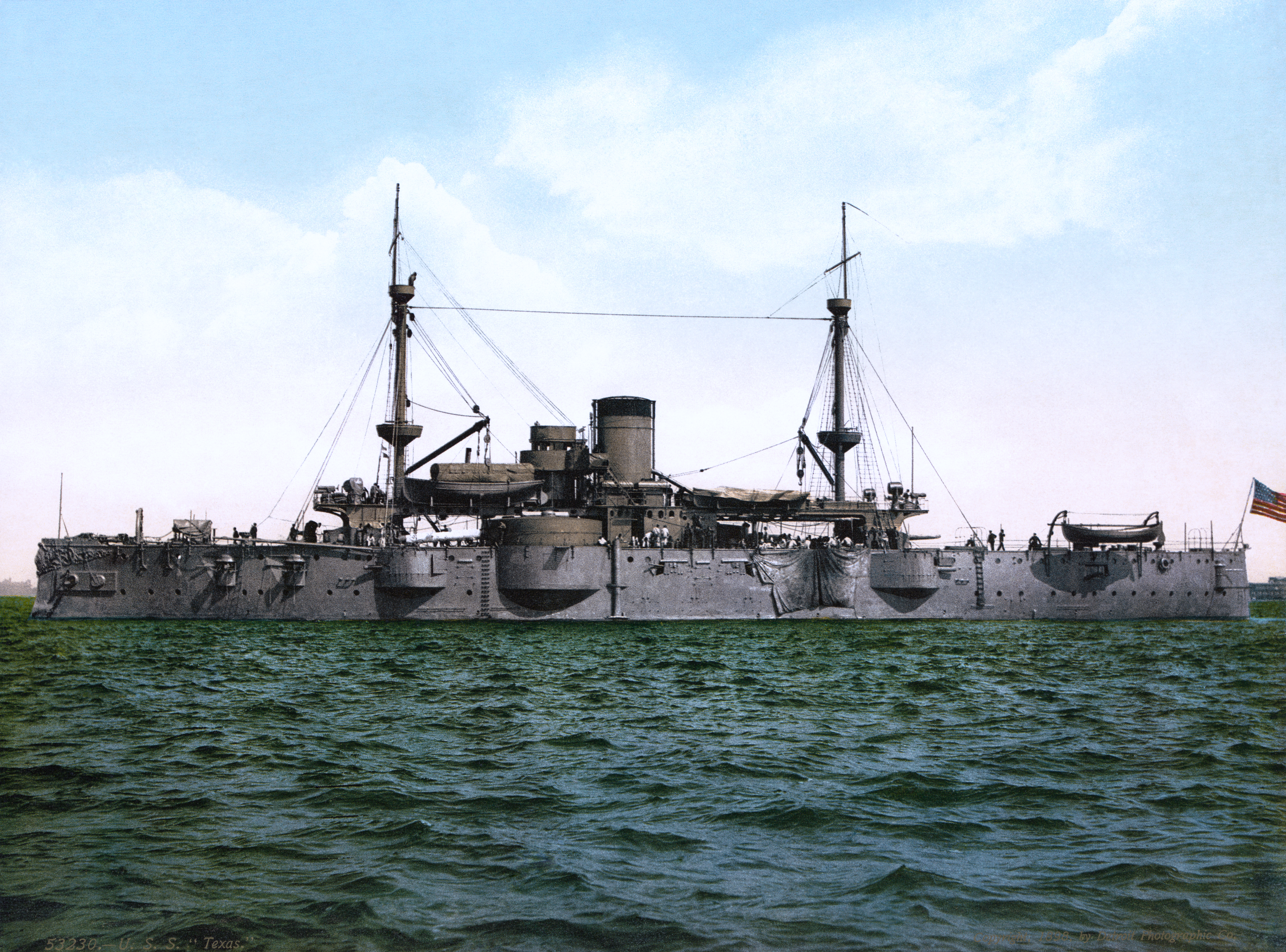
كانت بارجة ما قبل المدرعات يو اس اس تكساس، التي بنيت عام 1892، أول بارجة للبحرية الأمريكية. طباعة فيتوكرومية حوالي 1898

## الاستخدام

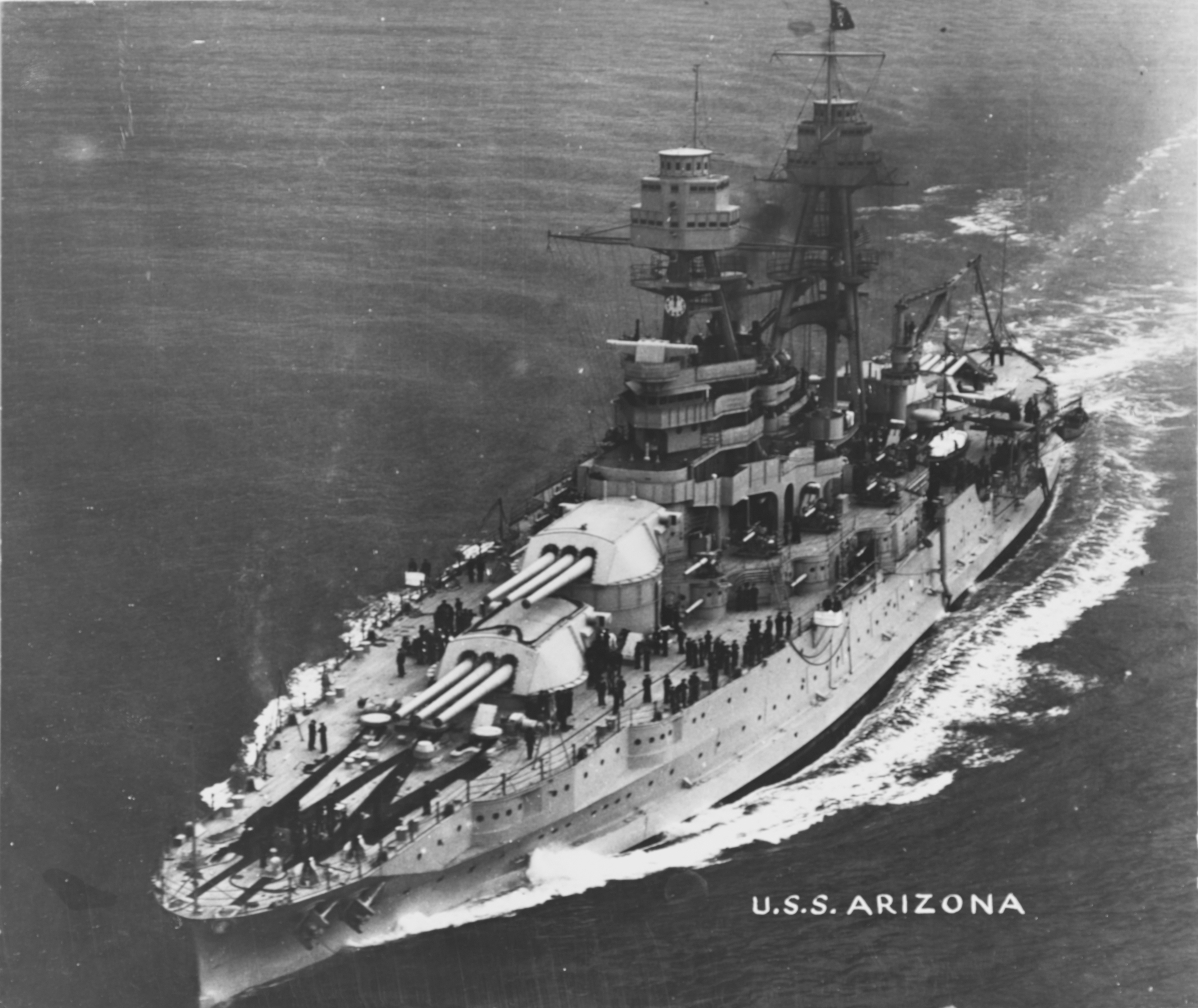
البارجة يو إس إس أريزونا

استخدمت البوارج خلال الحربين العالميتين في ضرب المدن وتقديم الإسناد الناري كما ساعد تدريعها المضاعف وحجمها الكبير ومدى مدفعيتها البعيد إلى جعلها قائدة للأساطيل البحرية وسلاح رئيسي في الأشتباكات البحرية، وفي الوقت الحاضر لا تستخدم القوى البحرية البوارج وحلت محلها المدمرات وكانت البحرية الأمريكية خلال الحرب الباردة تحتفظ ببوارج حربية من أجل أغراض الدعم الحربي لكن أخرجت كلها من الخدمة في الوقت الحالي.
سباق التسلح العالمي في بناء البوارج الحربية في أوائل القرن العشرين كان أحد أسباب الحرب العالمية الأولى. وتعد معركة جتلاند 31 أيار 1916 في بحر الشمال بر مجابهة بحرية جرت في الحرب العالمية الأولى بين الأسطولين البريطاني والألماني وبرهنت فيها البوارج الألمانية على تفوقها في التسليح والتدريع.
في الحرب العالمية الثانية قامت البوارج باداء ادوار ثانوية بالموازنة بينها وبين حاملات الطائرات والطرادات والغواصات، ومع ذلك فقد حازت بعض البوارج شهرة واسعة، وكادت البارجة الألمانية «بسمارك» تذهب بسمعة بريطانية البحرية حين أغرقت بصلية واحدة من مدافعها الطراد البريطاني الشهير «هود» في معركة بحر الشمال (24 أيار 1941)، واضطر ونستون تشرشل آنئذ إلى تجنيد كل القوى البحرية والجوية التي تملكها بريطانية في بحر الشمال لملاحقة البارجة «بسمارك» وإغراقها بأي ثمن، وقد تم له ذلك يوم 27 أيار 1941.
أحدثت الثورة العلمية ـ التقنية التي شهدها العالم في الحرب العالمية الثانية وبعدها تحولاً جذرياً في تسليح القوات البرية والبحرية والجوية، فاحتل الطيران البعيد المدى والصواريخ العابرة للقارات والقذائف الصاروخية الموجهة المكانة الأولى بين معدات التسليح، وحافظت حاملات الطائرات والغواصات المسلحة بصواريخ على موقعها وظهرت أنواع جديدة من سفن السطح الخفيفة والسريعة مع قوة التسليح. في حين فقدت البوارج وسفن المدفعية الأخرى مكانتها فأخذت تختفي من أكثر أساطيل العالم وتوقفت دور الصناعة عن بناء أي بارجة، وقامت أكثر الدول بتفكيك بوارجها، أو وضعها في الاحتياط أو تحويلها إلى متاحف أو سفن تدريب.
وأما أكثر البوارج الموجودة في الخدمة اليوم شهرة فهي البارجة «نيوجرسي» الأمريكية، دخلت الخدمة في بحرية الولايات المتحدة سنة 1943، وكلفت قصف سواحل فيتنام عام 1968 بعد أن عدلت مواصفاتها، وقلص تسليحها الذي اقتصر على المدافع الكبيرة العيار (9 مدافع 408مم في ثلاثة أبراج)، وأضيفت إليها بعض التجهيزات الإلكترونية ومهبط لحوامة في السطح الخلفي، كذلك أعيدت هذه البارجة إلى الخدمة عام 1982 بعد أن أخضعت لبرنامج تحديث شامل زوّدها بقذائف صاروخية موجّهة عابرة للقارات وأجهزة توجيه وقيادة جديدة، وشاركت بمهمة قتالية لمساندة القوات الأمريكية التي أنزلت في بيروت في ذلك العام (1982).

## هوامش
1. ↑  منير البعلبكي؛ رمزي البعلبكي (2008). المورد الحديث: قاموس إنكليزي عربي (بالعربية والإنجليزية) (ط. 1). بيروت: دار العلم للملايين. ص. 114. ISBN:978-9953-63-541-5. OCLC:405515532. OL:50197876M. QID:Q112315598.
2. 1 2  أحمد شفيق الخطيب (2018). معجم المصطلحات العلمية والفنية والهندسية الجديد: إنجليزي - عربي موضح بالرسوم (بالعربية والإنجليزية) (ط. 1). بيروت: مكتبة لبنان ناشرون. ص. 63. ISBN:978-9953-33-197-3. OCLC:1043304467. OL:19871709M. QID:Q12244028.
3. ↑  Stoll, J. Steaming in the Dark?, Journal of Conflict Resolution Vol. 36 No. 2, June 1992.
4. 1 2 3  Sondhaus, L. Naval Warfare 1815–1914, (ردمك 0-415-21478-5).
5. ↑  Herwig pp. 35, 41, 42.
6. ↑  Mahan 1890/Dover 1987 pp. 2, 3.
7. ↑  Preston (1982) p. 24.
8. ↑  Corbett (2015) Vol. II, pp. 332, 333, "So was consummated perhaps the most decisive and complete naval victory in history"
9. ↑  Breyer p. 115.
10. ↑  Massie (1991) p. 471.
11. ↑  Friedman (2013) p. 68, Captain Pakenham, British observer at Tsushima; "...When 12 inch guns are firing, 10 inch guns go unnoticed...Everything in this war has tended to emphasise the vast importance to a ship...of carrying some of the heaviest and furthest-shooting guns that can be got into her."
12. ↑  Corbett (2015) Vol. 1, p. 380,381; the Russians turned back after Admiral Vitgeft was killed aboard his flagship, the battleship Tzesarevich; to remain bottled up in Port Arthur, pending arrival of the Russian Baltic Fleet in 1905. Known as the Battle of August 10 in Russia.
13. ↑  Jeremy Black, "Jutland's Place in History", Naval History (June 2016) 30#3 pp. 16–21.
14. ↑  O'Connell, Robert J. (1993). Sacred vessels: the cult of the battleship and the rise of the U.S. Navy. Oxford [Oxfordshire]: Oxford University Press. ISBN:978-0-19-508006-3. مؤرشف من الأصل في 2022-04-12. [بحاجة لرقم الصفحة]
15. ↑  Lenton, H. T.: Krigsfartyg efter 1860
16. ↑  المعجم الوجيز مادة ب-ر-ج
17. ↑  (أدى شير، ص. 18)
18. ↑  Online Etymology Dictionary(بالإنجليزية) "نسخة مؤرشفة". مؤرشف من الأصل في 2016-03-04. اطلع عليه بتاريخ 2009-12-19.{{استشهاد ويب}}:  صيانة الاستشهاد: BOT: original URL status unknown (link)
19. ↑  "battleship" The Oxford English Dictionary. 2nd ed. 1989. OED Online. Oxford University Press. April 4, 2000.
20. ↑  "Napoleon (90 guns), the first purpose-designed screw line of battleships", Steam, Steel and Shellfire, Conway's History of the Ship, p. 39.
21. ↑  "Hastened to completion Le Napoleon was launched on May 16, 1850, to become the world's first true steam battleship", Steam, Steel and Shellfire, Conway's History of the Ship, p. 39.
22. ↑  Lambert, Andrew (1984). Battleships in Transition, Conway, (ردمك 0-85177-315-X) pp. 144–47.
 In addition, the Navy of the North Germany Confederacy (which included Prussia) bought أتش أم أس Renown from Britain in 1870 for use as a gunnery training ship.
23. ↑  "The canon-obusier [shell gun] originally constructed by Colonel Paixhans  [لغات أخرى]‏ for the French Naval Service ... was subsequently designated the canon-obusier of 80, No 1 of 1841 ... the diameter of the bore is 22 centimetres (8.65 inches)." From Douglas, Sir Howard  [لغات أخرى]‏, A Treatise on Naval Gunnery 1855 (Conway Maritime Press, 1982; reprinting 1855 edition), p. 201 (ردمك 0-85177-275-7). The British undertook trials with shell guns at أتش أم أس Excellent starting in 1832. A Treatise on Naval Gunnery 1855, p. 198.
For the U.S. introduction of 8-inch shell guns into the armament of line-of-battle ships in 1841, see Spencer Tucker, Arming the Fleet, US Navy Ordnance in the Muzzle-Loading Era (U.S. Naval Institute Pres, 1989), p. 149. (ردمك 0-87021-007-6).
24. ↑  Lambert, Andrew D, The Crimean War, British Grand Strategy Against Russia, 1853–56, Manchester University Press, 1990, (ردمك 0-7190-3564-3), pp. 60–61.
25. ↑  Lambert, Andrew: Battleships in Transition, pp. 92–96.
26. ↑  Clowes, William Laird, Four Modern Naval Campaigns, Unit Library, 1902, republished Cornmarket Press, 1970, (ردمك 0-7191-2020-9), p. 68.
27. ↑  Clowes, William Laird. Four Modern Naval Campaigns, pp. 54–55, 63.
28. ↑  Wilson, H. W. Ironclads in Action – Vol 1, London, 1898, p. 240.
29. ↑  Gibbons, Tony. The Complete Encyclopedia of Battleships, pp. 28–29.
30. ↑  Gibbons, pp. 30–31.
31. ↑  Gibbons, p. 93.
32. ↑  Conway Marine, "Steam, Steel and Shellfire", p. 96.